# تولیو رجه
 تولیو رجه (ایتالیایی: Tullio Regge؛ زاده ۱۱ ژوئیهٔ ۱۹۳۱) یک فیزیک‌دان در زمینه فیزیک نظری اهل ایتالیا است.